# Gyürki Gergely
Gyürki Gergely (Budapest, 1993. október 3. –) magyar labdarúgó, középpályás, edző.

## Pályafutása
Játékos karrierjét a Ferencvárosi TC második csapatában kezdte, ám ott nem kapott sok lehetőséget, ezért alsóbb osztályú csapatokban játszott tovább. Megfordult többek közt Tatabányán és a Pénzügyőr SE csapatánál is, innen igazolta le az első osztályú Szombathelyi Haladás. Az első osztályban a Puskás Akadémia FC elleni mérkőzésen mutatkozott be 2016. április 2-án, Halmosi Péter helyett állt be a 83. percben. A 2016-17-es szezonra a Sopronhoz került kölcsönbe.
A Sopronban két szezont töltött el, ez idő alatt 65 bajnoki találkozón kilenc alkalommal volt eredményes. 2018 nyarán a szintén másodosztályú Ceglédi VSE szerződtette. Mindössze négy mérkőzést követően, augusztus 31-én felbontották a szerződését.
2019 januárjában a másodosztályú Vác FC játékosa lett.